# Koń wschodniobułgarski
Koń wschodniobułgarski – elegancki, dobrze zbudowany i bardzo solidny koniem sportowym. Dzięki obszernej, płynnej i zrównoważonej akcji kończyn dobrze nadaje się do ujeżdżenia, ma także wspaniałe predyspozycje do skoków przez przeszkody. Żywotność i hart wyróżniają tę rasę spośród innych i czynią z konia wschodniabułgarskiego znakomite zwierzę do Wszechstronnego Konkursu Konia Wierzchowego i wyścigów z przeszkodami. Bardzo wytrzymały koń, jest w stanie rywalizować i pokonać szybkiego i walecznego konia pełnej krwi angielskiej.

## Pokrój
Głowa lekka, harmonijna, z prostym profilem; szyja szczupła i łukowata, a kłąb szeroki i wydatny. Zad ścięty z wysoko osadzonym ogonem, klatka piersiowa zwarta i głęboka, a kończyny mocne i solidne. Kopyta proporcjonalne, twarde i wytrzymałe.

## Ogólne dane
Typ rasowy – gorącokrwisty
Pochodzenie – Bułgaria
Występowanie – Bułgaria
Maść – kasztanowata, kara
Wysokość w kłębie – 1,50-1,60 m
Użytkowanie – koń wierzchowy, pociągowy, używany w rolnictwie